# Бодуэн д’Авен
Бодуэн д’Авен, или Балдуин Авенский  (фр. Baudouin d'Avesnes, лат. Balduinus Avennensis; сентябрь 1219 — 10 апреля 1295) — французский хронист, рыцарь из графства Геннегау, сеньор де Бомон из дома д’Авен. Автор «Всемирной хроники» (фр. Chronique universelle), один из первых светских историков во Франции, Фландрии и Эно.

## Биография
Бодуэн д’Авен родился в сентябре 1219 года в графстве Люксембург и стал вторым сыном в семье бальи Эно Бушара д’Авена и Маргариты Константинопольской, наследницы Фландрии и Геннегау. Поскольку Бушар был в юности рукоположен в иподиаконы, церковь признала его брак недействительным и отлучила его в 1221 году от церкви. Графиня Маргарита в 1223 году вышла замуж за Гильома II де Дампьера, а Бодуэн стал считаться бастардом, как и его старший брат Жан.
После смерти в 1244 году своих отца и тётки (графини Жанны Фландрской) двое Авенов начали войну с единоутробными братьями Дампьерами за материнское наследство. Благодаря поддержке французского короля Людовика IX, готовившегося к крестовому походу, и посредничеству папского легата Эда де Шатору в 1246 году они добились раздела спорных территорий: Жан стал графом Эно, а Бодуэн получил сеньорию Бомон. Его права были подтверждены в 1250 году папой римским Иннокентием IV.
Бельгийский историк-медиевист Шарль Верлинден отождествляет Бодуэна д’Авена с дипломатом Бодуэном из Геннегау, ездившим с посольствами к половцам в 1240 году и к монголам в 1251—1252 годах. Известно, что в 1251 году Бодуэн поссорился с матерью, обвинившей его в гибели на турнире своего второго мужа Гильома II де Дампьера, но согласно договору, заключённому 24 сентября 1256 года в Перонне, примирился с ней. За земли в Эно по решению третейского суда короля Людовика он получил большой выкуп. Графиня Маргарита отправила сына в  1263 году в поход на Намюр, и он защитил замок от графа Генриха V Люксембургского, за что получил в награду сеньорию Ла-Рош.
После смерти матери в 1280 году Бодуэн получил в апанаж новые владения во Фландрии и Эно. В 1287 году он уступил Дюнкерк и Варнетон (нидерл. Waasten) своему единоутробному брату графу Фландрии Ги де Дампьеру за пожизненную ренту. Д’Авен Основал часовню Святого Жака в монастыре францисканцев в Валансьене и учредил в этом городе рыночный праздник в день Святого Матвея.
Бодуэн умер в Ле-Кенуа 10 апреля 1295 года. Его похоронили в церкви Сен-Жери, бывшем соборе Валансьенского францисканского монастыря, в мраморной гробнице между хором и основанной им часовней. Младший современник д’Авена Ангерран IV де Куси, заимствовавший из его труда данные для родословного древа своей семьи, отозвался о нём так: «Он был одним из мудрейших в своём роде рыцарей того времени, строен, хоть и мал ростом».

## Семья
В 1243 году Бодуэн д’Авен женился на Фелиции де Куси (1220—1307), дочери Тома де Куси и Матильды де Ретель. В этом браке родились двое детей:
- Жан (умер 18 февраля 1283 г.), третий муж Агнес де Валенс, дочери Уильяма де Валенс, 1-й графа Пембрукского;
- Беатриса (умерла 25 февраля 1321 г.), жена Генриха VI, графа Люксембурга. Вследствие этого династического союза Бодуэн д’Авен стал дедом германского императора Генриха VII.

## Хроника
Между 1278 и 1281 годами Бодуэн д’Авен закончил работу над «Всемирной хроникой» (фр. Chronique universelle) в двух частях, написанной на старофранцузском языке и излагающей события со времён правления легендарного Фарамонда до 1278 года. В конце XIV столетия Жак де Гиз в своих «Анналах достославных правителей Эно» заметил, что сама идея составления всеобщей истории на национальном языке, которая подтверждала бы древность происхождения Фландрского дома, принадлежала ещё деду Бодуэна — Балдуину I Фландрскому, одному из предводителей четвёртого крестового похода и первому императору Латинской империи, погибшему в 1205 году в болгарском плену.
Источниками для первой части стали книги Ветхого Завета, произведения античных классиков (Саллюстия, Юлия Цезаря, Тита Ливия, Иосифа Флавия, Марка Аннея Лукана, Павла Орозия), труды средневековых авторов («Схоластическая история» Петра Коместора, «Историческое зерцало» Винсента из Бове). При этом история Юлия Цезаря излагается в основном по старофранцузскому анонимному роману начала XIII века «Римские деяния». В основу второй части легли книги Нового Завета, хроники Гугона из Флёри, Сигеберта из Жамблу, Псевдо-Турпина, Гальфрида Монмутского, Гийома Тирского, Андре де Маршьена, Жоффруа де Виллардуэна, Жильбера Монсского, Примата из Сен-Дени и др.
Особое внимание в своей хронике Бодуэн уделил истории Фландрского дома, к которому принадлежал по материнской линии. Хроника содержит сведения по истории графства Эно и крестовых походов, излагает мифы о троянских прародителях Меровингов, короле Артуре и Карле Великом.
Около 1284 года Бодуэн составил вторую, дополненную, редакцию своей хроники, охватывающую уже события от сотворения мира до 1281 года. Между 1295 и 1307 годами возникла латинская версия хроники (лат. Ex Cronicis Haynoniensibus recollectis per Magistrum Balduinum de Avennis). Во второй четверти XIV века появилась сокращённая (фр. Chronique abridged de Baudouin d'Avesnes), существенно расходящаяся с оригиналом, но продолжавшая его до 1339 года.

## Рукописи и издания
Хроника Бодуэна Авенского, особенно в поздних своих версиях, имела широкую известность в среде дворянства Фландрии и Эно в качестве важного источника генеалогических сведений. Она сохранилась, как минимум, в 57 манускриптах конца XIII—XVI веков, хранящихся в собраниях Королевской библиотеки Бельгии (Брюссель), Королевской национальной библиотеки Нидерландов (Гаага), Национальной библиотеки Франции (Париж), Британской библиотеки (Лондон), Баварской государственной библиотеки (Мюнхен), Ватиканской апостольской библиотеки, Библиотеки редких рукописей и книг Бейнеке Йельского университета, библиотек Гентского, Кембриджского, Краковского, Туринского и других университетов, муниципальных библиотек Арраса, Безансона, Берна, Валансьена, Дуэ, Камбре и др.
Генеалогия фландрских графов из хроники Бодуэна Авенского впервые напечатана была в 1660 году в Париже учёным монахом-бенедиктинцем из конгрегации Св. Мавра Люком д'Ашери, включившим её в третий том отредактированного им сборника «Spicilegium sive collectio veterum aliquot scriptorum qui in Galliae bibliothecis delituerant», и после его смерти там же в 1723 году переиздана. Не имея подробных биографических данных о хронисте, рукопись сочинения которого была обнаружена в библиотеке королевского историографа Андре Дюшена, Ашери снабдил его традиционным званием «магистра». Только брабантский историк барон Жак Леруа, издавший в 1693 году в Антверпене полную латинскую версию хроники, отождествил её автора с сыном и наследником графини Маргариты II Фландрской. В 1722 году публикация Леруа была без изменений напечатана в Брюсселе, а в 1880 году хроника частично была издана в Ганновере в 25 томе «Monumenta Germaniae Historica» немецким историком Иоганном Геллером.
Отрывки из старофранцузского оригинала хроники публиковались в Париже в 1840 и 1855 годах историком-архивистом Наталисом де Вайли и палеографом-источниковедом Леопольдом Виктором Делилем в 21-м томе «Собрания историков Галлии и Франции», и в 1861 году историком Жаном Александром Бюшоном в «Собрании хроник и мемуаров по истории Франции». Комментированное научное издание её выпущено было в 1879—1880 году в двух томах в Брюсселе под редакцией бельгийского историка Жозефа Кервина де Леттенхове.

## Публикации
- Краткая хроника Бодуэна Авенского // Хроники и документы времен Столетней войны / Сост. М. В. Аникиев. — СПб.: Изд-во СПбГУ, 2005. — С. 133–161. — ISBN 5-288-03645-4.
- Chronicon Balduini Avennensis, sive historia genealogica comitum Hannoniae. Edidit Iacobi Baronis Le Roy et S. R. l. — Bruxellis, 1722. — viii, 67 p.
- Genealogiae ex Chronicis Hainoniensibus, recollectis per Magistrum Balduinum de Avennis // Spicilegium sive collectio veterum aliquot scriptorum qui in Galliae bibliothecis delituerant. Olim editum opera ac studio d. Lucae d'Achery. — Tomus III. — Paris, 1723. — pp. 286–297.
- Extraits de la Chronique attribuée à Baudouin d'Avesnes, fils de la comtesse Marguerite de Flandre // Recueil des historiens des Gaules et de la France. — Tome 21. — Paris: Imprimerie impériale, 1855. — pp. 159–181.
- Urkunden zur älteren Handels- und Staatsgeschichte der Republik Venedig, mit besonderer Beziehung auf Byzanz und die Levante vom neunten bis zum Ausgang des fünfzehnten Jahrhunderts, hrsg. von G. L. Fr. Tafel und G. M. Thomas. — Bd. 1—3. — Wien, aus der kaiserlich-königlichen hof- und Staatsdr, 1856—1857. — (Fontes rerum austriacarum, II, 12–14).
- Chronicon Hanoniense quod dicitur Balduini Avennensis, edidit Johannes Heller // Monumenta Germaniae Historica. — Tomus XXV. — Hannoverae, 1880. — pp. 414–467. — (Scriptorim).
- Chronique de Baudouin d'Avesnes // Istore et croniques de Flandres, d'après les textes de divers manuscrits. Edité par Joseph Marie Bruno Constantin Kervyn de Lettenhove. — Tomes I—II. — Bruxelles: F. Hayez, 1879—1880. — xxxvi, 634 + 698 p. — (Collection de chroniques belges inédites, 19, 1–2).